# وفيات 2011

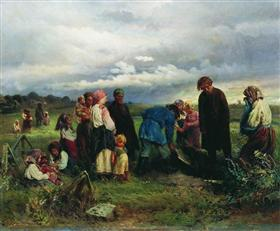

قائمة بأبرز وفيات سنة 2011.

|  |

## وفيات يناير
1
- زهير غانم، 62، شاعر سوري
- سعيد أبو زيد، 55، مؤرخ مصري
- عبد المجيد التجار، 95، شاعر سوري

2
- عبد الله كاظم رويد، 86، عضو في حزب البعث العراقي
- آن فرانسيس، 81، ممثلة أمريكية

3
- إيفا شتريتماتر، 80، كاتبة وشاعرة ألمانية.
- يوسف شيلوخ، 69، ممثل إسرائيلي من أصل إيراني كردي

4
- نهاد شريف، 79، روائي مصري.
- أحمد اليماني، 86، قائد فلسطيني.
- سلمان تيسير، 66، سياسي باكستاني.
- علي رضا بهلوي، 44، نجل شاه إيران محمد رضا بهلوي.
- محمد البوعزيزي، 26، شاب تونسي أشعل الثورة التونسية ضد حكم الرئيس زين العابدين بن علي.
- طاهر أبو زيد (إذاعي)، 88، إذاعي مصري

5
- محمد الدفراوي، 79، ممثل مصري.

6
- سيد بلال، 30، مواطن مصري
- أوتشي أوكافور، 43، لاعب كرة قدم نيجيري
- توم كافاناه، 28. لاعب هوكي أمريكي
- محمد شارف الجزائري، 103، عالم دين جزائري

7
- كارلوس كاسترو (كاتب)، 65، صحفي برتغالي
- مقتل فيلاني خاتون، 15، فتاة بنغلاديشية

8
- جون رول، 63، قاضي أمريكي
- محمد العلمي التازي (سياسي)، 80، سياسي مغربي
- أوليغ غرابار، 81، مؤرخ فن أمريكي

9
- مبارك أو العربي، 28، مغني مغربي
- محمد بشير الفرجاني، 93، ناشر ليبي

10
- بورا كوستيتش، 80، لاعب كرة قدم صربي.
- مارغريت وايتنغ، 86، مغنية أمريكية
- آرثر باريت، 83، لاعب كرة قدم إنجليزي
- نصير الله بابر، 83، سياسي باكستاني
- جو جور، 79، كاتب أمريكي
- ماريا إيلينا والش، 80، كاتبة وملحنة أرجنتينية

11
- صلاح الدين الحسيني، 76، شاعر فلسطيني.

13
- تشارلز مسقط، 48، لاعب كرة قدم مالطي

14
- بين وادا، 80، مخرج ياباني
- محمد سعد حداد، 91، خطاط مصري
- تشاك جيلمور، 88، لاعب كرة سلة أمريكي
- ستيفاني غلاسر، 90، ممثلة سويسرية

15
- محمد الثبيتي، 58، شاعر سعودي.
- نات لافتهوس، 85، لاعب ومدرب كرة قدم إنجليزي.
- سوزانا يورك، 72، ممثلة بريطانية
- حسين خضري، 29، ناشط إيراني

16
- محمد الحسواني، 52، عالم دين سوري

17
- ماكس بي. ميلر، 73، مصور أمريكي
- يعقوب ولد دحود، 38، مواطن موريتاني
- عبد الرحمن بن عبد الكريم العبيد، 76، كاتب ومؤرخ سعودي
- خالد حسن الشيخ، 65، سياسي فلسطيني

18
- محسن بوطرفيف، 27، مواطن جزائري
- سارجنت شرايفر، 95، سياسي أمريكي
- جيم مكمانوس (تنس)، 70، لاعب كرة مضرب أمريكي

20
- رينولدز برايس، 77، روائي وشاعر أمريكي.
- كويتشي توهي، 91، لاعب إيكيدو ياباني

22
- فيرجيل أكينس، 82، ملاكم أمريكي

23
- بشارة داود، 76، سياسي فلسطيني
- جاك لالان، 96، مدرب رياضي أمريكي

24
- بيرند إيشنجر، 61، مخرج أفلام ألماني
- صموئيل رويز، 86، ناشط مكسيكي

25
- أرتو يافاناينن، 51، لاعب هوكي جليد فنلندي.
- معن دندشي، 84، مغني سوري

26
- دايفيد كاتو، 46، مدرس أوغندي

27
- أحمد رائف (كاتب)، 71، مفكر إسلامي مصري
- تشارلي كالاس، 83، ممثل أفلام أمريكي

28
- أرتورو دي لا غارثا غونزاليس، 74، رجل أعمال مكسيكي
- داريوش همايون، 82، سياسي إيراني
- محمد الرزاز، 76، وزير المالية المصري سابقا

29
- سالم النحاس، 71، سياسي وكاتب أردني.
- ميلتون بابيت، 94، ملحن أمريكي
- زهراء بهرامي، 46، مواطنة إيرانية هولندية
- محمد البطران، 54، مساعد وزير الداخلية المصري سابقا

30
- هلال ناجي، 82، دبلوماسي وشاعر عراقي
- جون باري (كاتب)، 77، ملحن بريطاني

31
- تشارلز كامان، 91، مهندس فضاء جوي أمريكي

## وفيات فبراير
2
- محمد زكريا مهاجر، 56، عالم دين مصري
- أوال غول، 48، معتقل أفغاني
- روجر ستريكلاند (كرة سلة)، 70، لاعب كرة سلة أمريكي

3
- تاتيانا شميغا، 82، مغنية روسية
- إدوار غليسون، 82، كاتب وشاعر فرنسي
- ماريا شنايدر، 58، ممثلة فرنسية

4
- محمد ناجي، 58، ممثل مصري.
- أحمد محمد محمود (صحفي)، 37، صحفي مصري
- تاكاشي تيراأوكا، 68، لاعب كرة قاعدة ياباني
- لي وينفيلد، 64، لاعب كرة سلة أمريكي

5
- عمر أميرلاي، 66، مخرج سينمائي سوري.
- محمد رجب البيومي، 87، أديب وشاعر مصري
- إبراهيم الخطيب، 73، شاعر فلسطيني أردني
- هيروكو ناجاتا، 65، ناشطة يابانية

6
- أندريه شديد، 89، كاتبة وشاعرة فرنسية.
- غاري مور، 58، مغني بريطاني.
- كامل الرمالي، 88، ملحن مصري
- أحمد البوعناني، 72، مخرج أفلام مغربي
- كين أولسن، 84، مهندس ورائد أعمال أمريكي

8
- انجيلو رييس، 65، سياسي فلبيني
- تشيزاري روبيني، 87، لاعب كرة سلة إيطالي

9
- محمد طلب هلال، 80، ضابط في جيش النظام البائد
- فضل عباس، 79، عالم دين فلسطيني أردني

10
- سعد الشاذلي، 90، عسكري مصري.

11
- بو كاربيلان، 84، كاتب وشاعر فنلندي.
- مقتل نوبيا باراهونا، 10، طفلة أمريكية
- علي بن حميد الفرعي، 83، رجل شيعي سعودي

12
- صالح الراجحي، 90، رجل أعمال سعودي.
- إدسون بيسبو دوس سانتوس، 75، لاعب كرة سلة برازيلي
- يوسف هارون، 95، سياسي باكستاني

13
- نوبتوشي كيهارا، 84، مهندس ياباني

14
- وفاة علي عبد الهادي مشيمع، 21، مواطن بحريني
- صانع جاله، 25، طالب إيراني

15
- وفاة فاضل المتروك، 31، مواطن بحريني
- فرنسوا نوريسييه، 83، كاتب فرنسي

16
- دوريان غراي، 83، ممثلة إيطالية

17
- هلال الأحمدي، 57، صحفي عراقي

20
- مهدي زيو، 49، مجاهد ليبي

21
- وفاة عبد الرضا بوحميد، 28، مواطن بحريني
- جان بايزا، 68، لاعب كرة قدم فرنسي جزائري

22
- نسيب البيطار، 57، إعلامي إماراتي من أصول أردنية
- نيكولاس كورتني (ممثل أفلام)، 81، ممثل بريطاني

23
- ألكسندر بتروف، 77، عالم رياضيات روسي

24
- أنجيل آرام، 64، ممثلة مصرية.
- عبد القادر عبيت، 28، فكاهي مغربي

25
- آمنة فائزة، 86، كاتبة وشاعرة مالديفية

26
- عباس أميري، 58، ممثل إيراني

27
- نجم الدين أربكان، 84، رئيس وزراء تركيا.
- ماوريسي جويجي، 98، لاعب كرة قدم فرنسي
- أمبارو مونيوز، 56، ممثلة إسبانية
- غاري وينيك، 49، منتج أفلام أمريكي
- يحيى الأحمدي، 56، كاتب مصري

28
- رأفت فهيم، 83، ممثل مصري.
- آني جيراردو، 79، ممثلة فرنسية
- جين راسل، 89، ممثلة أمريكية

## وفيات مارس
1
- جون لونج، 64، رائد فضاء أمريكي

3
- صلاح مرعي، 69، مهندس ديكور سينمائي مصري
- جيمس لدلو إليوت، 67، عالم فلك أمريكي

4
- سيمون فان دير مير، 85، عالم فيزياء هولندي حاصل على جائزة نوبل في الفيزياء عام 1984.
- آلينوش طريان، 90، عالمة فلك إيرانية
- إد مانينغ، 67، لاعب كرة سلة أمريكي

5
- ألبيرتو غرانادو، 88، دكتور وكاتب أرجنتيني / كوبي.

6
- يان بوبلوهار، 75، لاعب كرة قدم سلوفاكي.

7
- تشاك نوبل، 79، لاعب كرة سلة أمريكي

8
- مسعود برومند، 82، لاعب كرة قدم إيراني
- عمر فاروق حاج عبدي سلطان، 72، عالم دين صومالي

9
- ايرج أفشار، 86، باحث إيراني
- إيكو ماتسودا، 58، ممثلة يابانية
- روبرت ماركوتشي، 81، ملحن أمريكي

10
- دوني جورج، 61، عالم أثار عراقي

11
- إبراهيم الصادق، 52، مؤلف أردني
- يحيى ولد حامد، 63، عالم رياضيات موريتاني

12
- أمل سكر، 70، ممثلة سورية.
- توفيق طوبي، 88، سياسي من عرب 48.
- علي حسن الجابر، 55، صحفي قطري

13
- محمد خالد البطراوي، 83، كاتب فلسطيني

14
- جوليدا جوليزار، 82، كاتبة تركية

15
- أحمد حمزة، 80، مغني تونسي
- آموس بار، 79، كاتب إسرائيلي
- نيت دوغ، 41، مغني راب أمريكي

17
- أحمد مطر (طيار)، 75، طيار سعودي
- فرلين هاسكي، 85، مغني أمريكي
- عبد المنعم الجندي، 74، ملاكم مصري

18
- وارن كريستوفر، 85، وزير خارجية الولايات المتحدة.
- وفاء وجدي، 66، شاعرة مصرية
- رشا فاروق، 22، ممثلة مصرية
- رابحة (مغنية)، 57، مغنية كويتية
- جمال الشرعبي، 35، مصور وصحفي يمني
- حميد سكيف، 59، كاتب جزائري

19
- محمد النبوس، 28، صحفي ليبي.

20
- بهية العرادي، 51، مواطنة بحرينية
- قيس الهلالي، 31، فنان ليبي

21
- لاديسلاف نوفاك، 79، لاعب ومدرب كرة قدم تشيكي.
- محمد الصادقي الطهراني، 85، مرجع شيعي إيراني
- نيكولاي أندريانوف، 58، لاعب أولمبي روسي

22
- جوهر نامق، 64، سياسي عراقي

23
- إليزابيث تايلور، 79، ممثلة بريطانية.
- آن غودارد، 75، قاضية بريطانية
- جين بارتيك، 86، مبرمجة حاسوب أمريكية
- مصطفى شاهين، 76، فيزيائي لبناني

26
- برايان إثيريدغ، 67، لاعب كرة قدم بريطاني
- فوزي رشيد، 80، عالم أثار عراقي
- جيرالدين فيرارو، 75، سياسية أمريكية
- هاري كوفر، 94، مخترع وكيميائي أمريكي

27
- فارلي جرانجر، 85، ممثل أمريكي

28
- سفيان عبد اللاييف، 54، سلفي جهادي قوقازي
- أسماء بلخوجة، 81، ناشطة نسوية تونسية

29
- عبد الله حسين جبارة، 53، سياسي عراقي
- مهدي العران، 67، سياسي عراقي

30
- تمار غولان، 77، صحفية إسرائيلية
- عثمان بن سيار، 81، شاعر سعودي

31
- هيروشي أونيشي، 49، رسام ياباني
- ظفير الدين مفتاحي، 85، عالم دين هندي

## وفيات أبريل
1
- لو جورمان، 82، لاعب كرة قاعدة أمريكي
- إديل أوجيدا، 82، ملاكم مكسيكي

3
- إديث كليستيل، 78، سياسية نمساوية

4
- جوليانو مير خميس، 52، ممثل ومخرج وناشط سياسي إسرائيلي.
- سكوت كولومبوس، 54، طبال أمريكي
- جون أدلر، 51، سياسي أمريكي
- عبد العزيز المسيوي، 66، سياسي مغربي

5
- باروخ بلومبرغ، 85، طبيب أمريكي حاصل على جائزة نوبل في الطب عام 1976.
- محمد داغر، 39، مصمم أزياء ومغني مصري.

6
- ضياء الدين داوود، 85، سياسي مصري.

8
- محمد صادق دياب، 68، كاتب سعودي
- جون ماكراكين، 76، رسام أمريكي
- عبد الله محمد الدباغ، 90، وزير الزراعة السعودي السابق

9
- زكريا العشيري، 40، صحفي بحريني
- سيدني لوميت، 86، ممثل أفلام أمريكي

11
- لاري سويني، 30، مدير أمريكي
- أبو أنس (مهند)، 42، سلفي جهادي أردني
- محمود محملجي، 35، لاعب كرة قدم سوري

12
- كريم فخراوي، 49، ناشر بحريني

13
- حمود الشوفي، 75، سياسي سوري
- صيتة بنت عبد العزيز آل سعود، 81، أميرة سعودية
- عبد المعز عبد الستار، 95، عالم دين مصري
- إيفلين أينشتاين، 70، عالمة إجتماعية أمريكية

14
- أسعد الجابر، 62، ممثل ومغني سوري
- ويليام ليبسكوم، 91، كيميائي أمريكي
- والتر برونينج، 114، معمر أمريكي

16
- إنريكو بيلوني، 72، فيزيائي إيطالي

17
- ناصر الخرافي، 67، رجل أعمال كويتي.
- أوسامو ديزاكي، 67، مخرج أنمي ياباني

18
- فؤاد جمجوم، ؟، منتج سينمائي سعودي
- أحمد أبو حاقة، 82، كاتب لبناني
- صادق علي، 58، سياسي هندي

19
- عبد الله الركيبي، 83، أديب جزائري
- أنطوانيت ملوحي، 69، ممثلة ومؤدية صوت لبنانية
- مصطفى كمال كورداش، 91، سياسي تركي

20
- فيتوريو أريغوني، 36، ناشط إيطالي
- مصطفى الشكعة، 93، مفكر وأكاديمي مصري

21
- تاناكا يوشيكو، 55، ممثلة يابانية

22
- تشونغ ساي هو، 35، لاعب كرة قدم هونغ كونغي.
- يحيى هاشم فرغل، 78، فقيه إسلامي مصري

23
- مسعد نور، 60، لاعب كرة قدم مصري.
- نوريو أوغا، 81، رائد أعمال ياباني

24
- بيتر جرين (مجدف)، 91، مجدف كندي
- توفيق عبده إسماعيل، 87، سياسي مصري
- كوكي تاكاهاشي، 23، متسابق دراجات نارية ياباني
- ساتيا ساي بابا، 84، فيلسوف هندي

25
- عبد الهادي الباني، 95، مرشد الطريقة النقشبندية في سوريا
- مينورو تاناكا، 44، ممثل ياباني
- غونثالو روخاس، 97، موسيقي بلوز أمريكي

27
- محمد عزاوي علي، 68، عضو في حزب البعث العراقي
- رؤوفة حسن، 52، ناشطة يمنية

28
- وليام كامبل، 87، ممثل أمريكي

29
- تيسير أبوسنيمة، 28، قائد عسكري فلسطيني
- عبدول حميد، 86، روائي باكستاني

30
- سيف العرب القذافي، 29، سياسي ليبي وابن معمر القذافي
- دانيال كويلين، 70، عالم رياضيات أمريكي
- إرنستو ساباتو، 99، كاتب أرجنتيني

## وفيات مايو
1
- آنا هايلمان، 82، مقاومة بولندية
- جاي إرنست ويلكينز جونيور، 87، رياضياتي ومهندس أمريكي

2
- أسامة بن لادن، 54، زعيم تنظيم القاعدة.
- أبو أحمد الكويتي، 33، عضو في تنظيم القاعدة
- نادية سمير، 64، ممثلة فرنسية جزائرية
- روبرت دبليو كلور، 85، عالم إقتصاد أمريكي
- لاري موفيت، 56، لاعب كرة سلة أمريكي
- شيجيو يايجاشي، 78، لاعب كرة قدم ياباني
- عبد الله بن أحمد باعشن، 95، أديب وشاعر يمني

3
- عبد الله كرد، 34، قائد ميداني في حرب الشيشان
- جاكي كوبر، 88، ممثل أفلام أمريكي
- روبرت بروت، 82، فيزيائي أمريكي

4
- الشيخ خالد الأحمد الجابر الصباح، 76، وزير الديوان الأميري الكويتي السابق.
- ماري ميرفي، 80، ممثلة أمريكية

5
- شفيقة، 54، مغنية مصرية

6
- يون كي-وون، 23، لاعب كرة قدم كوري جنوبي
- أونيروكو دان، 80، كاتب ياباني

7
- جنتر ساكس، 79، مصور سويسري ألماني
- عبد الله عبد الجبار، 91، أديب سعودي
- سيفي بايستيروس، 54، لاعب غولف إسباني
- ويلارد بويل، 86، عالم فيزياء كندي

8
- فيصل مولوي، 70، رجل دين لبناني
- ليونيل روز، 62، ملاكم أسترالي

9
- روبرت إلسوورث، 84، سياسي أمريكي

10
- نورما زيمر، 87، مغنية وعازفة جاز أمريكية
- عمر أحمد (سياسي)، 46، سياسي أمريكي

11
- كميل قرداحي، 91، لاعب كرة قدم لبناني
- روبرت ترايلور، 34، لاعب كرة سلة أمريكي

12
- عبد الرحمن الباني، 94، عالم دين سوري
- جاك وولف، 76، عالم حاسوب أمريكي

13
- فؤاد رفقة، 80، شاعر ومترجم سوري لبناني

15
- الناصر المرموري، 84، شيخ إباضي جزائري

16
- كيوشي كوداما، 77، ممثل ياباني
- إدوارد هاردويك، 78، ممثل بريطاني

17
- فرانك أبتون، 76، لاعب ومدرب كرة قدم إنجليزي.
- هارمون كيلبرو، 74، لاعب كرة قاعدة أمريكي

18
- عبد الله بن محمد بن خميس، 92، شاعر ومؤرخ سعودي.
- حجي نسيم، 37، معتقل أفغاني في سجن غوانتانامو
- إينغبورغ داي، 70، كاتبة ومؤلفة أمريكية سويدية

19
- جاريت فيتزجيرالد، 85، سياسي إيرلندي
- جوفاني بيتيناتو، 76، مستشرق إيطالي

20
- راندي سافاج، 58، مصارع أمريكي

21
- نادية عزت، 73، ممثلة مصرية.
- بيل هنتر، 71، ممثل أسترالي

22
- جوزيف بروكس (ملحن)، 73، ملحن أمريكي
- بول ك ناجل، 86، مؤرخ أمريكي

23
- ناصر حجازي، 61، لاعب كرة قدم إيراني
- كزافييه توندو، 32، دراّج طريق أسباني

24
- علي عاقلة، 101، طبيب أردني

25
- مقتل حمزة الخطيب، 13، طفل سوري

26
- هارولد لويس، 87، فيزيائي أمريكي

27
- غيل سكوت هارون، 62، شاعر أمريكي
- جيف كوناواي، 60، ممثل أمريكي

28
- علاء الدين محمد الغباشي، 53، أحد مشايخ الأزهر

29
- هاجر الخطيب، 11، طفلة سورية
- سيرغيه باغابش، 62، رئيس أبخازيا.
- بيل كليمنتس، 94، سياسي أمريكي
- أنجيلا خوري، 95، سياسية لبنانية

30
- روزالين يالو، 89، طبيبة أمريكية حاصلة على جائزة نوبل في الطب عام 1977.

31
- بولين بيتز، 91، لاعبة كرة مضرب أمريكية

## وفيات يونيو
2
- مقتل كمال عماري، 30، مواطن مغربي

3
- إلياس كشميري، 47، أحد قادات تنظيم القاعدة
- جاك كيفوركيان، 83، طبيب أمريكي.
- جيمس أرنيس، 88، ممثل أمريكي
- هاري بيرنستاين، 101، كاتب أمريكي
- والي بواغ، 90، ممثل أفلام أمريكي
- جاسم شهاب، 73، شاعر كويتي
- جون جونسون (لاعب كرة قدم)، 81، لاعب كرة قدم أمريكي
- أندرو جولد، 59، مغني ومؤلف أمريكي
- آلان ريان (كاتب)، 68، روائي أمريكي

4
- ديمي منت آبا، 52، مغنية موريتانية.
- شبلي العيسمي، 86، سياسي سوري
- ليليان جاكسون براون، 97، كاتبة أمريكية
- عبد الحميد الغزالي، 74، كاتب مصري
- لورانس ايغلبرغر، 80، دبلوماسي أمريكي

5
- الشيخ راشد الحمود الجابر الصباح، 69، أمين سر مجلس الأسرة الحاكمة في الكويت.
- محمد الزواوي، 75، رسام كاريكاتير ليبي.
- سيليستين أوليفيه، 80، لاعب كرة قدم فرنسي

7
- وليد غلمية، 73، موسيقي لبناني.
- جورج سمبران، 87، كاتب إسباني
- جينارو هيرنانديز، 45، ملاكم مكسيكي

8
- فاضل عبد الله محمد، 38، عضو في تنظيم القاعدة
- ليو كاودونج، 26، مهندس صيني

9
- جوسيب كاتالينسكي، 63، لاعب كرة قدم بوسني.
- توموكو كاواكامي، 41، ممثلة ومؤدية أصوات يابانية.
- علي فهمي خشيم، 75، مؤرخ ليبي
- مقبول فدا حسين، 95، فنان هندي
- مايك ميتشيل (لاعب كرة سلة مواليد 1956)، 55، لاعب كرة سلة أمريكي
- عايدة ستوكى، 90، عازفة كمان سويسرية
- موفق عسكر، 74، سياسي عراقي

10
- عبد الشكور شيخ حسن، 66، سياسي صومالي
- محمد شمعة، 76، سياسي فلسطيني

14
- توم أديسون، 75، لاعب كرة قدم أمريكي

15
- نصر سيف، 78، ممثل مصري.
- مارشال روجرز، 57، لاعب كرة سلة أمريكي

16
- يوسف الخطيب (فلسطيني)، 80، شاعر فلسطيني
- علي لغزيوي، 63، أستاذ جامعي وناقد أدبي مغربي
- أبرار حسين، 50، ملاكم باكستاني

17
- بايرون بورفورد، 90، رسام أمريكي

18
- لوثر إيشو، 56، فنان تشكيلي عراقي
- كلارنس كليمونز، 69، ممثل أمريكي
- لو شوارتز، 84، فنان قصص مصورة أمريكي

19
- هيلموت شنايدر، 92، فيزيائي ألماني
- إبراهيم محمد حميدان، 72، سياسي بحريني
- رالف ميلارد، 92، طبيب أمريكي

20
- نصر شما، 72، ممثل سوري من أصل فلسطيني
- إريك سوينسون، 64، رجل أعمال أمريكي
- جون هنتر سبينس، 65، كاتب أسترالي
- ميغيل أنخيل لوبيز فيلاسكو، 55، صحفي مكسيكي
- ريان دان، 34، ممثل أفلام أمريكي

23
- أبو العينين شعيشع، 89، قارئ قرآن مصري.
- كريستيان ديروش نوبلكور، 97، عالمة مصريات فرنسية
- جين كولان، 84، كاتب قصص مصورة أمريكي
- بيتر فالك، 83، ممثل أمريكي

25
- آني إيزلي، 79، عالمة حاسوب أمريكية
- آن فيلد، 85، ضابطة بريطانية

27
- لورينزو تشارلز، 47، لاعب كرة سلة أمريكي

28
- بول بغدادليان، 57، مغني وملحن سوري
- أوسامو كوباياشي، 76، ممثل ياباني

29
- جمال الليثي، 85، منتج سينمائي مصري
- بيلي بيك، 91، ممثل أمريكي

## وفيات يوليو
1
- سيد عبد الخالق، 70، مخرج مصري
- إدموند سنو كاربنتر، 88، عالم إنسان أمريكي
- تشارلي كرايغ، 72، ملحن أمريكي
- ويلي فيرني، 82، لاعب ومدرب كرة قدم اسكتلندي
- هارولد نيلسون، 88، عداء نيوزيلندي
- بوب ماكان، 47، لاعب كرة سلة أمريكي

2
- إيتامار فرانكو، 81، سياسي برازيلي
- إبراهيم محمد هزاع أبو ربيع، 54، أكاديمي فلسطيني

3
- خالد حمدي، ؟، كاتب ومؤلف سوري
- علي بحر، 51، مغني بحريني.
- عبد الرحيم التنير، 61، ممثل مصري.
- آنا ماسي، 73، ممثلة بريطانية
- لين ساسمان، 31، مهندس إلكتروني بلجيكي

4
- سعاد محمد، 85، مغنية لبنانية.
- أحمد علي غزالي، 74، سياسي جزائري
- أوتو فون هابسبورغ، 98، سياسي ألماني نمساوي

5
- سي تومبلي، 83، رسام أمريكي
- شينجي وادا، 61، مانغاكا ياباني
- أرمن غيليام، 47، لاعب كرة سلة أمريكي

6
- علي عطا الله عبيدي، ؟، عسكري ليبي

8
- هادي الجندي، 22، ثائر سوري.
- بيتي فورد، 93، كاتبة أمريكية
- روبرتس بلوسوم، 87، ممثل أفلام أمريكي
- محمد بن حاضر، 63، شاعر إماراتي

9
- هيديو تاناكا (مخرج)، 77، مخرج ياباني
- بيتر نيومارك، 95، أستاذ جامعي إنكليزي
- رماح الحسيني، 26، فنان تشكيلي فلسطيني
- خوسيه كوستاس غوال، 93، عالم فلك إسباني
- دون أكرمان، 80، لاعب كرة سلة أمريكي
- فاكوندو كابرال، 74، مغني أرجنتيني

11
- منير شاش، 80، عسكري مصري

12
- أحمد والي كرزاي، 50، سياسي أفغاني.
- آمي ديل، 10، طفلة أمريكية
- فايز محمود، 70، كاتب أردني

13
- حسن دكاك، 55، ممثل سوري.

14
- سعاد منسي، 91، صحفية مصرية

16
- جو مكنامي، 84، لاعب كرة سلة أمريكي
- فورست بلو، 65، لاعب كرة قدم أمريكي

17
- تاكاجي موري، 67، لاعب كرة قدم ياباني
- آن جاربر، 64، صحفية كندية
- خالص عزمي، 79، صحفي عراقي
- خوان ماريا بوردابيري، 83، سياسي أوروغواياني

18
- جوليو رينالدي، 76، ملاكم إيطالي

19
- يوشيو هارادا، 71، ممثل ياباني

20
- لوسيان فرويد، 88، رسام بريطاني ألماني

21
- عزيز الأحدب، 93، عسكري لبناني

22
- توم ألدردج، 83، ممثل أفلام أمريكي

23
- آمي واينهاوس، 27، مغنية إنجليزية.
- داريوش رضائي نجاد، 35، عالم نووي إيراني
- عامر ماضي، 58، موسيقي أردني
- مارك هانيبال، 80، لاعب كرة سلة أمريكي

25
- زبن الخوالدة، 23، حارس مرمى كرة قدم أردني.
- محمود مبسوط، 70، ممثل لبناني
- مايكل كاكويانيس، 89، مخرج سيناريو يوناني

26
- أحمد القذافي، 38، صهر معمر القذافي
- جاك فاتون، 85، لاعب كرة قدم سويسري

27
- آن بورن، 87، كاتبة بريطانية
- أغوتا كريستوف، 75، كاتبة مجرية

28
- عبد الفتاح يونس العبيدي، 67، عسكري ليبي.
- برايان أوليري، 71، رائد فضاء أمريكي
- جون ماربرجر، 70، فيزيائي أمريكي

30
- حكمت أبو زيد، 89، سياسية مصرية.
- يسرى البدوية، ؟، ممثلة ومغنية سورية
- جميلة صيدم، 63، سياسية فلسطينية
- بوب بيترسون، 79، لاعب كرة سلة أمريكي

31
- خالد بن يزيد بن عبد الله بن عبد الرحمن آل سعود، 61، شاعر سعودي

## وفيات أغسطس
1
- فؤاد غازي، 56، مغني سوري.

2
- سلطانة بنت تركي السديري، 71، أميرة سعودية
- باروخ بن الصراف، 90، عالم مناعة أمريكي

3
- فلاديمير لوباشيف، 77، فيزيائي روسي
- نيكولاي بتروف، 68، عازف بيانو روسي
- أنيت تشارلز، 63، ممثلة أمريكية

4
- ناوكي ماتسودا، 34، لاعب كرة قدم ياباني.

5
- فرانشيسكو كوين، 48، ممثل أفلام أمريكي
- عزيز شافرشيان، 22، لاعب كمال أجسام أسترالي

6
- بيرناداين هيلي، 67، طبيبة أمريكية

7
- حسن الأسمر، 51، مغني مصري.
- جو ياماناكا، 64، مغني ياباني
- مارك هاتفيلد، 89، سياسي أمريكي
- هيو كاري، 92، سياسي أمريكي

8
- هند رستم، 79، ممثلة مصرية.
- مايك باريت، 67، لاعب كرة سلة أمريكي

9
- محمد شفيق (ملحن)، 64، ملحن سعودي
- أدولف هاردي، 91، أسقف نصراني فرنسي
- يوشيهيرو هامجوتشي، 85، سباح وممثل ياباني

12
- عبد الرحمان شيبان، 93، عالم إسلامي جزائري

14
- شامي كابور، 79، ممثل هندي.
- طلعت زين، 56، مغني وممثل مصري.
- صوفيا غونس، 25، مغنية فرنسية

15
- عازار الشايب، 62، عالم رياضيات سوري

16
- عبد الرحمن بن سعيد، 86، ناشط رياضي سعودي
- برونو مونتي، 81، دراج إيطالي

17
- إسماعيل زرطيط، 27، ناشط سوري
- صلاح دسوقي، 88، سياسي مصري
- كيسوكي شينوهارا، 52، ملحن ياباني

19
- حسين رشيد خريس، 80، شاعر أردني
- راؤول رويز (مخرج)، 70، مخرج تشيلي

20
- نغم فتوكي، 47، ممثلة جزائرية.
- مارتي بيرجمان، 55، عالم أحياء كندي

21
- محمد العبد الله الفيصل آل سعود، 68، أمير وشاعر ورياضي سعودي.
- عبد الرحيم الهاروشي، 67، طبيب وسياسي مغربي

22
- كمال الشناوي، 89، ممثل مصري.
- عبد العزيز عبد الغني، 72، سياسي يمني.
- سفيان الشعري، 49، ممثل تونسي.
- عطية الله الليبي، 42، أحد أعضاء تنظيم القاعدة
- صبحي جارور، 67، موسيقار سوري
- جاك لايتون، 61، سياسي كندي
- جيري لايبر ومايك ستولر، 78، مغنيان أمريكيان
- جوان جيربر، 76، ممثلة أمريكية
- عزة فؤاد شاكر، 65، شاعرة سعودية

24
- جان بيار لو كلارك، 62، ممثل فرنسي

25
- يوجين نايدا، 96، مترجم ولغوي أمريكي.

26
- محمد عبد الله السنوسي، 30، ضابط ليبي

28
- أحمد حمروش، 89، كاتب ومؤرخ وضابط مصري
- محمد صلاح دندراوي، 76، كاتب سعودي

29
- خميس القذافي، 28، نجل معمر القذافي وقائد كتيبة خميس.
- جيم بيشتولد، 83، لاعب كرة سلة أمريكي
- دايفيد إدواردز، 96، ممثل أفلام أمريكي

31
- وفاة علي جواد الشيخ، 14، شاب بحريني
- عبد الرحمن بلمحجوب، 82، لاعب كرة قدم مغربي فرنسي
- فاليري روجديستفينسكي، 72، رائد فضاء روسي
- كال كريستنسن، 84، لاعب كرة سلة أمريكي
- يوهان ريغلر، 82، لاعب كرة قدم نمساوي

## وفيات سبتمبر
1
- كمال الصليبي، 82، مؤرخ لبناني.
- عبد الرحمن إبراهيم الحقيل، 84، شاعر سعودي
- عبد الرحمن محمد النعيمي، 67، سياسي بحريني
- محمد زهير البابا، 90، صيدلاني سوري

3
- مجيد كاويان، 29، قائد حزب الحياة الحرة الكردستاني

4
- للا عائشة، 81، أميرة مغربية.

5
- روبيرت بالمان، 85، لاعب كرة قدم سويسري

6
- إبراهيم السلقيني، 76، رجل دين سوري.
- عبد الله بن عبد العزيز العقيل، 94، عالم سلفي سعودي
- ماسانوري ساندا، 43، لاعب كرة قدم ياباني
- مايكل سترن هارت، 64، مؤلف أمريكي

7
- شاكر المعداوي، 67، مصور وفنان تشكيلي مصري

8
- أحمد بزيع الياسين، 83، رجل أعمال كويتي.
- هادي المهدي، 44، صحفي عراقي

9
- خيري شلبي، 73، كاتب وروائي مصري.
- حسن عارف، 60، فيزيائي أمريكي
- محيي الدين عبد الحليم، 70، صحفي مصري

10
- غياث مطر، 24، ناشط سوري
- كليف روبرتسون، 88، ممثل أفلام أمريكي

11
- أبو حفص الشهري، 29، زعيم عمليات تنظيم القاعدة في باكستان

12
- محمد غني حكمت، 82، نحات عراقي.

14
- لويز براون، 56، لاعب كرة سلة أمريكي

15
- خالد عبد الناصر، 61، نجل جمال عبد الناصر
- خوسيه رودريغيز، 96، عالم إسباني
- فرانسيس باي، 92، ممثلة كندية

16
- نورما إيبرهارت، 82، ممثلة أفلام أمريكية
- كارا كينيدي، 51، منتجة تلفزيونية أمريكية

18
- محمد بسيوني، 74، دبلوماسي مصري.
- محمد حرمل، 82، سياسي تونسي
- برنارد كولومب، 80، سائق سيارات فرنسي

19
- أنس السعيدي، 10 أشهر، أصغر شهداء الثورة اليمنية
- دولورس هوب، 102، مغنية أمريكية
- جورج كادلي برايس، 92، سياسي بليزي

20
- محمود صايمة، 50، فنان أردني.
- برهان الدين رباني، 71، رئيس أفغانستان.
- ألكسي ماميكن، 75، لاعب كرة قدم روسي
- إبراهيم أبو دقة، 76، مستشار فلسطيني

21
- بولات ديبوست، 100، ممثلة فرنسية
- حمدي مصطفى، 82، ناشر مصري
- ميكي روتنر، 92، لاعب كرة سلة أمريكي

22
- جميل سمان، 62، إعلامي سعودي
- يوجين كينيدي، 92، عالم كيمياء حيوية أمريكي

24
- عيسى الجودر، 74، سياسي بحريني
- زيدان إبراهيم، 77، مغني سوداني

25
- ذياب عوانة، 21، لاعب كره قدم إماراتي.
- وانجاري ماثاي، 71، ناشطة كينية بمجال البيئة حاصلة على جائزة نوبل للسلام عام 2004.
- خوان رامون ثراغوثا، 73، طبيب إسباني

26
- بوب كاسيلي، 61، فنان أمريكي
- جيري هاينس، 84، ممثل أفلام أمريكي

27
- خيسوس ماريا بيريدا، 73، لاعب كرة قدم إسباني.
- محمود أبو الليل، 75، سياسي مصري
- ويلسون غراتباتش، 92، مهندس أمريكي

29
- عبد النبي الجراري، 87، موسيقار مغربي
- فيليب حنان، 98، أسقف نصراني أمريكي

30
- سمير خان، 25، صحفي أمريكي
- أنور العولقي، 40، قيادي في تنظيم القاعدة في جزيرة العرب.
- رالف م. ستينمان، 68، عالم كندي في علم المناعة حاصل على جائزة نوبل في الطب عام 2011.
- حامد عويس، 92، رسام مصري
- لي دافنبورت، 95، فيزيائي أمريكي

## وفيات أكتوبر
1
- ديفيد بيدفورد، 74، ملحن بريطاني
- فرانسوا أبو سالم، 59، ممثل فرنسي

2
- طه محمد علي، 80، شاعر فلسطيني.

3
- مستورة الأحمدي، 35، شاعرة وكاتبة سعودية
- مصطفى سلمات، 67، ممثل مغربي
- زكرياء الزروالي، 33، لاعب كرة قدم مغربي
- جيم نيل، 81، لاعب كرة سلة أمريكي

4
- حنا الفاخوري، 97، أديب ومؤرخ لبناني

5
- ستيف جوبز، 56، أحد مؤسسي شركة أبل.
- بشير رويس، 71، سياسي جزائري
- تشارلز نابير، 75، ممثل أفلام أمريكي

6
- وفاة أحمد جابر القطان، 17، مواطن بحريني
- محمد بن علوي العيدروس، 80، كاتب يمني

7
- مشعل تمو، 54، سياسي سوري كردي
- عبد الكريم الأشتر، 82، أديب وباحث سوري
- ديفيد هيس، 75، ممثل أفلام أمريكي
- رامز علياء، 85، سياسي ألباني

9
- محمد الغوادرة، 90، مناضل وعسكري فلسطيني

10
- ماساهيرو هامازاكي، 71، لاعب كرة قدم ياباني
- آلان فودج، 67، ممثل أمريكي
- راي أرانا، 72، ممثل أفلام أمريكي

11
- تمام حسان، 93، عالم نحو عربي
- بوب جالفين، 89، رائد أعمال أمريكي

12
- دينيس ريتشي، 70، عالم أمريكي بمجال علوم الحاسب الآلي.
- هيديمارو واتانابي، 87، لاعب كرة قدم ياباني
- عبد القادر حسين، 77، عالم دين سوري

14
- عبد الرحمن العولقي، 16، طفل أمريكي يمني
- أشاونا هيلي، 62، عالمة حاسوب أمريكية

16
- عمر الحريري، 85، ممثل مصري.
- دانيال ويلدون، 33، سائق سباق سيارات إنجليزي.
- طلعت سقيرق، 58، شاعر فلسطيني
- وليد أبو غربية، 75، باحث أردني في علم النبات

20
- معمر القذافي، 69، قائد انقلاب 1969 في ليبيا.
- أبو بكر يونس، 71، وزير الدفاع الليبي السابق.
- المعتصم القذافي، 34، نجل معمر القذافي.
- حبيبة المذكوري، 84، ممثلة مغربية

21
- ممدوح زايد، 68، ممثل مصري
- أنيس منصور، 87، كاتب صحفي وأديب مصري.
- فايدة كامل، 79، ممثلة ومغنية وسياسية مصرية.
- أحمد إبراهيم حجازي، 75، رسام كاريكاتير مصري
- خليل علولو، 69، رسام تونسي
- اتوري ميلانو، 86، دراج إيطالي

22
- الأمير سلطان بن عبد العزيز آل سعود، 85، ولي العهد النائب الأول لرئيس مجلس الوزراء ووزير الدفاع والطيران والمفتش العام في المملكة العربية السعودية.

23
- هيربرت هاوبتمان، 94، عالم رياضيات أمريكي حاصل على جائزة نوبل في الكيمياء عام 1985.
- أحمد أبو المعاطي، 72، قارئ قرآن مصري
- توفيق النمري، 93، مغني أردني
- عمنون ساومون، 71، مصور سينمائي إسرائيلي
- ماركو سيمونسيلي، 25، متسابق دراجات نارية إيطالي
- جون مكارثي (عالم)، 84، عالم حاسوب أمريكي

24
- شريف بالامين، 71، رجل أعمال تونسي
- موريو كيتا، 84، روائي وكاتب ياباني
- كين ياماغوتشي، 55، ممثل ومؤدي أصوات ياباني

25
- عصام عطا، 25، شاب مصري
- وايت ونايت، 56، ممثل أمريكي

26
- حسام تمام، 39، صحفي مصري
- محمد فؤاد شاكر، 62، فقيه إسلامي مصري

27
- علي محمد جريشة، 76، سياسي ومؤلف مصري
- توم براون، 89، لاعب كرة مضرب أمريكي

28
- آلفين شوارتز، 94، شاعر أمريكي

29
- آر سي بيتس، 92، لاعب كرة سلة أمريكي

31
- فلوريان ألبرت، 70، لاعب كرة قدم مجري.
- ليز أندرسون، 84، مغنية أمريكية
- علي سايبو، 71، رئيس النيجر السابق

## وفيات نوفمبر
1
- أحمد الهوان، 72، عميل مصري لجهاز المخابرات العامة المصرية.
- داود بربانك، 48، مترجم بريطاني مسلم
- فاطمة سليم، 68، كاتبة وإعلامية تونسية

2
- سيد عزمي، 73، ممثل مصري
- يوكو ماتسوكا ماكلاين، 87، مترجمة يابانية
- أحمد رفعت إبراهيم، 69، أمير وسلطان عثماني

4
- نورمان رامسي، 96، فيزيائي أمريكي

5
- لوك سيمون، 87، رسام وممثل فرنسي
- سليمان دهيليس، 90، قائد عسكري في صفوف الثورة الجزائرية

7
- جو فريزر، 67، ملاكم أمريكي.
- جيمس إيميت باريت، 89، قاضي أمريكي
- ماري لياكوفا، 90، قناصة حربية تشيكية
- توماس سيغوفيا، 84، شاعر إسباني

8
- فالنتين إيفانوف، 76، لاعب كرة قدم روسي.
- خليل زينل، 59، ممثل كويتي
- ريكي هوي، 65، مغني وممثل صيني
- سليم مخولي، 73، شاعر فلسطيني
- إد ماكولي، 83، لاعب كرة سلة أمريكي

9
- منصور المنصور، 70، ممثل ومخرج كويتي.
- هار غوبند خورانا، 89، عالم كيمياء حيوية هندي

10
- بوب كارني، 79، لاعب كرة سلة أمريكي

11
- أحمد باقر، 82، موسيقي كويتي.
- إستامي بتيل، 67، ممثل تركي
- عادل الهاشمي، 65، ناقد موسيقي عراقي
- ماجدة عز، 66، راقصة باليه مصرية
- محمد فرحات (مغربي)، 87، صحفي مغربي

15
- ويليام أرفيسون، 76، عالم رياضيات أمريكي

16
- محمود أمين الجليلي، 90، طبيب عراقي
- جمال كدو، 59، لاعب كرة قدم جزائري

18
- إريك جيمس أونستاد، 89، سياسي نرويجي
- الصادق بن جمعة، 79، سياسي تونسي
- والت هازارد، 69، لاعب كرة سلة أمريكي

19
- خيرية أحمد، 74، ممثلة مصرية.
- روث ستون، 96، شاعرة أمريكية

20
- طلعت السادات، 57، محامي وسياسي مصري.

21
- صالح الشرقي، 88، موسيقي مغربي
- آن مكافري، 85، روائية إيرلندية أمريكية

22
- سفيتلانا ستالين، 83، ابنة الزعيم السوفيتي جوزيف ستالين.
- دانيال ميتران، 87، كاتبة فرنسية
- أنجيل بطرس سمعان، 88، أكاديمية مصرية
- عبد العزيز الخياط، 86، سياسي فلسطيني أردني
- لين مارغوليس، 73، عالمة أحياء أمريكية

23
- سامي شريف شهاب، 74، جيولوجي عراقي
- رفيق تاجي، 61، صحفي أذربيجاني
- التجاني الطيب بابكر، 84، صحفي سوداني

24
- لودفيغ هيرش، 65، مغني نمساوي
- تاتيانا شخيلكانوفا، 74، منافسة أولمبية روسية
- أنطونيو دومينغو بوسي، 85، سياسي أرجنتيني
- داعس أبو كشك، 58، كاتب أردني

26
- عامر منيب، 48، مغني مصري.
- رون لايل، 70، ملاكم أمريكي

27
- غاري سبيد، 42، لاعب ومدرب كرة قدم ويلزي.
- محمود عزمي (ممثل)، 86، ممثل مصري
- كين راسيل، 84، مخرج أفلام بريطاني

28
- رمضان خاطر، 48، ممثل مصري.
- يحيى إبراهيم الألمعي، 74، أديب سعودي
- الهادي خذيري، 76، سياسي جزائري
- عمر صب لبن، 74، شيخ أشعري أردني
- تشارلز كوال، 71، عالم فلك أمريكي

29
- إليزابيث كلوز، 99، مهندسة معمارية أمريكية

30
- مهدي محمد علي، 66، شاعر عراقي
- لحدو إسحق، 73، رجل نصراني سوري

## وفيات ديسمبر
1
- كريستا فولف، 82، كاتبة ألمانية.
- شينغو أراكي، 72، مانغاكا ياباني
- ريما نواوي، 27، ممثلة سعودية
- هيبوليت فان دن بوش، 85، لاعب كرة قدم بلجيكي
- بيل ماكيني، 80، ممثل أفلام أمريكي

2
- عبد الكريم الجهيمان، 99، أديب سعودي.
- كريستوفر دبليو ماكدونالد، 79، لاعب كرة قدم بريطاني
- ديفيد مونتغمري، 84، مؤرخ أمريكي

3
- قمر كيلاني، 79، كاتبة وباحثة سورية

4
- سقراط، 57، لاعب كرة قدم برازيلي.
- ديف اناند، 88، ممثل هندي.
- عبد الحق أبو الخباب، 43، جهادي سلفي جزائري
- أحمد حاج عبد الرحمن، 54، عالم سلفي صومالي
- ماري إلين أفيري، 84، عالمة أمريكية في مجال طب الأطفال

5
- غينادي لوغوفيت، 69، لاعب كرة قدم سوفيتي.
- سوزان بركات، 13، فتاة عراقية
- عبد القادر محمد الكاف، 59، كاتب يمني

6
- المقري النوري، 78، شيخ أشعري مغربي
- برنت داربي، 30، لاعب كرة سلة أمريكي

7
- جيري روبنسون، 89، فنان ورسام كتب هزلية أمريكي

8
- فؤاد ياسين، 79، سياسي فلسطيني
- مينورو ميكي (ملحن)، 81، ملحن ياباني

9
- عبد الحليم عويس، 68، كاتب مصري
- زكي جميل حافظ، 86، محامي وناشط عراقي
- عايض علوش العازمي، 71، سياسي كويتي

11
- أحمد شفيق بهجت، 79، كاتب مصري.
- حسن طهراني مقدم، 52، مهندس إيراني
- أحمد إحسان قرملي، 91، سياسي تركي
- سوزان غوردون، 62، ممثلة أفلام أمريكية

12
- أحمد سامي عبد الله، 81، ممثل مصري.
- ألبرتو دي مندوزا، 88، ممثل أرجنتيني
- عمر بن أحمد بادحدح، 91، رائد أعمال سعودي

13
- كلاوس ديتر زيلوف، 69، لاعب كرة قدم ألماني

14
- جو سيمون، 98، محرر وناشر قصص مصورة أمريكي
- سزاريا ايفورا، 70، مطربة شعبية

15
- كريستوفر هيتشنز، 62، صحفي بريطاني أمريكي
- بوب بروكماير، 81، عازف جاز أمريكي

16
- عماد عفت، 52، رجل دين مصري
- نيكول ويليامسون، 75، ممثل بريطاني
- دان فريزر، 90، ممثل أمريكي
- روبرت إيستون (ممثل)، 81، ممثل أمريكي

17
- كيم جونغ إل، 70، زعيم كوريا الشمالية.

18
- فاتسلاف هافيل، 75، رئيس التشيك.
- سالم جبران، 70، شاعر فلسطيني

19
- هيرويوكي كانو، 43، كاتب سيناريو وروائي ياباني
- صلاح الدين الناهي، 89، مؤرخ عراقي

20
- يوشيميتسو موريتا، 61، مخرج أفلام ياباني

21
- إفيغيني روداكوف، 69، لاعب ومدرب كرة قدم أوكراني.
- جون شامبرلين، 84، فنان أمريكي
- عيسى عبد الغفار، 65، سياسي مصري

22
- فاهيه تمزجيان، 66، ناقد موسيقي سوري أرمني
- حسان مريود، 87، سياسي سوري
- ويليام دويل، 88، ممثل أفلام أمريكي

23
- محمود حافظ، 99، عالم مصري في علم الحشرات.

24
- يوهانس خيسترز، 108، ممثل هولندي.
- مصطفى المالكي، 71، سياسي فلسطيني.
- محمد صالح باوندي، 74، عالم رياضيات تونسي

25
- خليل إبراهيم، 54، رئيس حركة العدل والمساواة المتمردة في دارفور.
- حبيب قلحية، 72، ملاكم تونسي

26
- عبد الغني الراوي، 92، عسكري عراقي

27
- باسل السيد، 24، ناشط وصحفي سوري
- هيلين فرانكينثالر، 83، فنانة أمريكية
- جوليا سامسون هايوارد، 77، لاعبة كرة مضرب أمريكية

28
- طيبة الإبراهيم، 66، أديبة كويتية

29
- نزار الحر، 80، شاعر لبناني
- البوزيدي البوجرافي، 86، شاعر ومتصوف مغربي

31
- عبدو بوزيان، 67، صحفي جزائري